# Kanton Sallanches
Der Kanton Sallanches ist seit 1860 ein französischer Wahlkreis im Département Haute-Savoie in der Region Auvergne-Rhône-Alpes. Er umfasst neun Gemeinden im Arrondissement Bonneville und hat seinen Hauptort (frz.: bureau centralisateur) in Sallanches. Im Rahmen der landesweiten Neuordnung der französischen Kantone wurde er im Frühjahr 2015 geringfügig erweitert.

## Gemeinden
Der Kanton besteht aus neun Gemeinden und Gemeindeteilen mit insgesamt 32.360 Einwohnern (Stand: 2022) auf einer Gesamtfläche von 266,55 km²:
| Gemeinde          | Einwohner 1. Januar 2022 | Fläche km² | Dichte Einw./km² | Code INSEE | Postleitzahl |
| ----------------- | ------------------------ | ---------- | ---------------- | ---------- | ------------ |
| Arâches-la-Frasse | 1.777                    | 37,69      | 47               | 74014      | 74300        |
| Combloux          | 2.094                    | 17,27      | 121              | 74083      | 74920        |
| Cordon            | 984                      | 22,35      | 44               | 74089      | 74700        |
| Demi-Quartier     | 803                      | 8,90       | 90               | 74099      | 74120        |
| Domancy           | 2.203                    | 7,40       | 298              | 74103      | 74700        |
| Magland           | 3.242                    | 40,32      | 80               | 74159      | 74300        |
| Megève            | 2.927                    | 44,11      | 66               | 74173      | 74120        |
| Praz-sur-Arly     | 1.289                    | 22,64      | 57               | 74215      | 74120        |
| Sallanches        | 17.041                   | 65,87      | 259              | 74256      | 74700        |
| Kanton Sallanches | 32.360                   | 266,55     | 121              | 7414       | –            |

Bis zur landesweiten Neuordnung der französischen Kantone im März 2015 gehörten zum Kanton Sallanches die sieben Gemeinden Combloux, Cordon, Demi-Quartier, Domancy, Megève, Praz-sur-Arly und Sallanches. Sein Zuschnitt entsprach einer Fläche von 188,54 km2. Er besaß vor 2015 einen anderen INSEE-Code als heute, nämlich 7422.

## Politik
| Vertreter im Departementrat | Vertreter im Departementrat | Vertreter im Departementrat |
| Amtszeit                    | Namen                       | Partei                      |
| --------------------------- | --------------------------- | --------------------------- |
| 2008–2015                   | Georges Morand              | UMP                         |
| 2015–                       | Sophie Dion Georges Morand  | UMP                         |